# Rousset (Bocas del Ródano)
 Rousset  es una comuna y población de Francia, en la región de Provenza-Alpes-Costa Azul, departamento de Bocas del Ródano, en el distrito de Aix-en-Provence y cantón de Trets.
Su población en el censo de 1999 era de 3.617 habitantes. La aglomeración urbana se limita a la propia comuna.
Está integrada en la Communauté d’agglomération du Pays d’Aix-en-Provence .

## Demografía
| 436 | 560 | 573 | 672 | 827 | 711 | 805 | 808 | 895 | 981 | 991 | 1109 | 853 | 777 | 730 | 693 | 684 | 668 | 683 | 713 | 862 | 705 | 721 | 701 | 763 | 736 | 845 | 1191 | 1559 | 2078 | 2942 | 3617 |
| Para los censos de 1962 a 1999 la población legal corresponde a la población sin duplicidades (Fuente: INSEE [Consultar]) |     |     |     |     |     |     |     |     |     |     |      |     |     |     |     |     |     |     |     |     |     |     |     |     |     |     |      |      |      |      |      |